# 陝東道
陝東道（せんとう-どう）は中華民国北京政府により設置された陝西省の道。

## 沿革
1913年（民国2年）3月に設置、観察使は潼関県に置かれ、下部に潼関、大茘、朝邑、郃陽、澄城、韓城、白水、華陰、蒲城、華県、商県、鎮安、雒南、山陽、商南、宜川、孝義の17県を管轄した。1914年（民国3年）5月23日に廃止されている。

## 行政区画
廃止直前の下部行政区画は下記の通り。（50音順）
- 華県
- 華陰県
- 韓城県
- 宜川県
- 孝義県
- 郃陽県
- 山陽県
- 商県
- 商南県
- 大茘県
- 澄城県
- 朝邑県
- 鎮安県
- 潼関県
- 白水県
- 蒲城県
- 雒南県